# كرسول لبدي
كرسول لبدي (الاسم العلمي:Crassula tomentosa) هو نوع نباتي يتبع جنس الكرسول من فصيلة الكرسولية.